# No Mercy (EP)
Albums de B.A.P
Power
(2012) Stop It
(2012)
Singles
1. Goodbye
Sortie : 9 juillet 2012
2. No Mercy
Sortie : 19 juillet 2012
3. 대박사건 (Crash)
Sortie : 30 août 2012

No Mercy est le premier mini-album du boys band sud-coréen B.A.P. Il est sorti le 19 juillet 2012 sous TS Entertainment.
Le 30 août 2012, la réédition de l'EP, Crash, est publié.

## Liste des pistes
| 1.    | Goodbye                                         | 4:04 |
| 2.    | No Mercy                                        | 3:33 |
| 3.    | 음성메시지 (Voice Message)                      | 3:28 |
| 4.    | Dancing In The Rain                             | 3:48 |
| 5.    | 마음이 시키는 일 (What My Heart Tells Me To Do) | 3:36 |
| 18:29 |                                                 |      |

| Repackage: 대박사건 (Crash) | Repackage: 대박사건 (Crash)                     | Repackage: 대박사건 (Crash) | Repackage: 대박사건 (Crash) | Repackage: 대박사건 (Crash) | Repackage: 대박사건 (Crash) | Repackage: 대박사건 (Crash) | Repackage: 대박사건 (Crash) | Repackage: 대박사건 (Crash) | Repackage: 대박사건 (Crash) |
| No                          | Titre                                           | Durée                       |                             |                             |                             |                             |                             |                             |                             |
| --------------------------- | ----------------------------------------------- | --------------------------- | --------------------------- | --------------------------- | --------------------------- | --------------------------- | --------------------------- | --------------------------- | --------------------------- |
| 1.                          | 대박사건 (Crash)                                | 2:55                        |                             |                             |                             |                             |                             |                             |                             |
| 2.                          | I Remember (Yong Guk feat. Daehyun)             | 3:42                        |                             |                             |                             |                             |                             |                             |                             |
| 3.                          | Goodbye                                         | 4:04                        |                             |                             |                             |                             |                             |                             |                             |
| 4.                          | No Mercy                                        | 3:33                        |                             |                             |                             |                             |                             |                             |                             |
| 5.                          | 음성메시지 (Voice Message)                      | 3:28                        |                             |                             |                             |                             |                             |                             |                             |
| 6.                          | Dancing In The Rain                             | 3:48                        |                             |                             |                             |                             |                             |                             |                             |
| 7.                          | 마음이 시키는 일 (What My Heart Tells Me To Do) | 3:36                        |                             |                             |                             |                             |                             |                             |                             |
| 25:06                       |                                                 |                             |                             |                             |                             |                             |                             |                             |                             |

## Historique de sortie
| Album    | Pays         | Date            | Format                   | Label            |
| -------- | ------------ | --------------- | ------------------------ | ---------------- |
| No Mercy | Corée du Sud | 19 juillet 2012 | Téléchargement numérique | TS Entertainment |
| No Mercy | Monde entier | 19 juillet 2012 | Téléchargement numérique | TS Entertainment |
| No Mercy | Corée du Sud | 24 juillet 2012 | CD                       | TS Entertainment |
| Crash    | Corée du Sud | 30 août 2012    | Téléchargement numérique | TS Entertainment |
| Crash    | Monde entier | 30 août 2012    | Téléchargement numérique | TS Entertainment |